# Де Бур, Ян Хендрик
Ян Хендрик де Бур (нидерл. Jan Hendrik de Boer; 19 марта 1899, Руинен, Дренте, Нидерланды — 26 апреля 1971, Гаага, там же) — нидерландский химик и физик, член Королевской академии наук и искусств Нидерландов. Работал в области неорганической и физической химии, катализа и ядерной энергии. Также де Бур был известным промышленным химиком, который объединил карьеру в области управления промышленными исследованиями с научными исследованиями на высоком академическом уровне. В первой половине двадцатого века он считался одним из ведущих нидерландских физиков-химиков.

## Биография
Ян Хендрик де Бур родился в 1899 году в Руинене, небольшой деревне в провинции Дренте в Нидерландах. Он изучал химию в университете Гронингена с 1917 по 1922.

С 1923 по 1939 год он работал в исследовательской лаборатории Филипс в Эйндховене. После немецкого вторжения в Нидерландах, в 1940 году он переехал в Англию, а в 1946 году был в течение короткого периода руководителем научно — исследовательской лаборатории компании Юнилевер в Ливерпуле.
С 1946 года он работал в качестве профессора катализа в Делфтском техническом университете, куда он вернулся в 1950 году, создав новую исследовательскую группу по катализу. С 1953 по 1955 год он был президентом Королевского общества химии в Нидерландах. В 1961 году де Бур стал председателем Научного совета по атомной энергии. Эту должность он занимал до своей отставки в 1969 году.
Ян Хендрик де Бур умер внезапно в 1971 году.

## Научные достижения
Самым значительным вкладом де Бура в науку является разработка процесса разделения и очистки переходных металлов, таких как гафний, цирконий и титан (так называемый процесс Ван Аркела — де Бура), формулировка теории дe Бура — Мотта на так называемых центрах окраски (F-центрах) в полупроводниках и разработке усовершенствованного метода определения площади поверхности и распределения пор катализаторов (кривая де Бура-t).

## Сочинения
Де Бур был автором нескольких книг, около 300 статей в научных журналах и получил более 150 патентов. Вот некоторые из его книг и статей:
- «Представление чистого титана, циркония, гафния и тория» (вместе с А. Э. Ван Аркелем). Журнал неорганической и общей химии (нем. A. E. Van Arkel. «Darstellung von reinem Titanium-, Zirkonium-, Hafnium- und Thoriummetall» Zeitschrift für Anorganische und Allgemeine Chemie 148 (1925): 345—350).

- Химическое связывание и электростатическое взаимодействие (нидерл. Chemische binding als electrostatisch verschijnsel. Amsterdam: D.B. Centen, 1930, и дополнение «Chemische Binding.» Amsterdam: D.B. Centen, 1937).

- Химическая связь как электростатическое явление (нидерл. Chemische Bindung als elektrostatische Erscheinung . Лейпциг: Hirzel, 1931).

- Электронные эмиссионные и адсорбционные явления (англ. Electron Emission and Adsorption Phenomena. Cambridge: Cambridge University Press, 1935).

- Мономолекулярный лаген в химической промышленности (нидерл. Monomoleculaire lagen in de chemische industrie. Delft: Technische Hoogeschool, 1946).

- Динамический характер адсорбции (англ. The Dynamical Character of Adsorption. Oxford: Clarendon Press, 1953).

- Как редактор: Материалы симпозиума по механизму гетерогенного катализа (англ. Proceedings of the Symposium on the Mechanism of Heterogeneous Catalysis, 12-13 November 1959, Amsterdam (The Netherlands). Amsterdam, London, and New York: Elsevier, 1960).

- Краткая и выборочная автобиография: (нидерл. Van het Een komt het Ander. Afscheidscollege gehouden op 26 juni 1969. Delft: Waltman, 1969).

## Наследие
- Библиотека музея Бургаве содержит ряд отпечатков научных работ де Бура с 1920 по 1972 года.

- В музее Тейлора есть физические артефакты, созданные Де Буром, такие как циркониевый стержень и лампы с циркониевыми нитями.

- The Regionaal Historisch Centrum Limburg (Маастрихт, Нидерланды) размещает архив компании DSM, в том числе личные файлы де Бура (с полным списком его публикаций до 1949 года).